# Brüderstraße 24 (Burg)

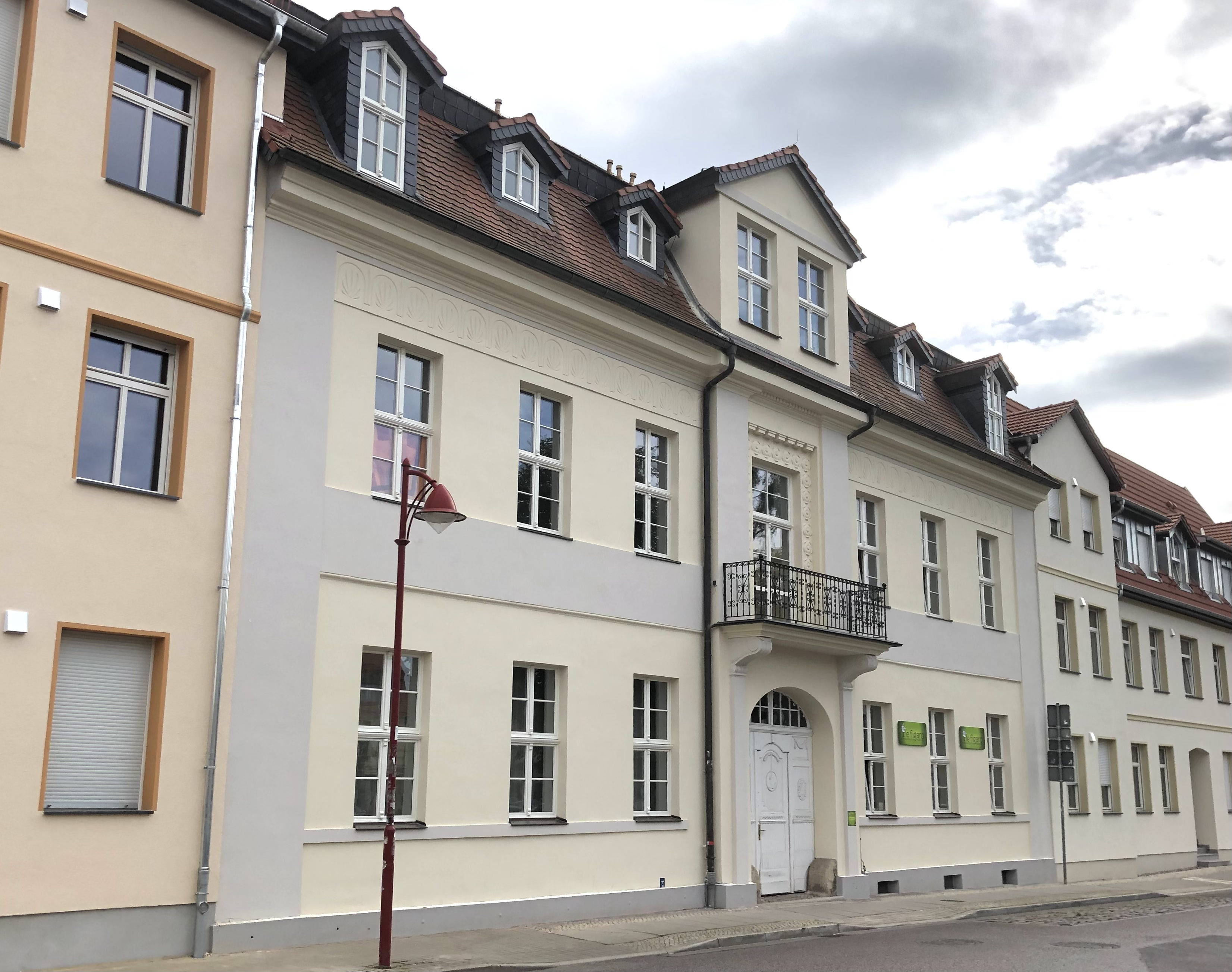
Wohnhaus Brüderstraße 24 im Jahr 2022

Die Brüderstraße 24 ist ein denkmalgeschütztes Wohnhaus in Burg in Sachsen-Anhalt.

## Lage
Das Haus befindet sich im Zentrum der Burger Innenstadt auf der Südseite des Rolandplatzes. Östlich grenzte das gleichfalls denkmalgeschützte Gebäude Brüderstraße 25 an, das jedoch 2019 abgerissen und später durch einen Neubau ersetzt wurde.

## Architektur und Geschichte
Der zweigeschossige, verputzte Fachwerkbau stammt aus dem 17. Jahrhundert. Das Fachwerk verfügt über weite Doppelständer. Die Fassade ist siebenachsig angelegt, wobei die mittlere Achse als flacher Mittelrisalit hervortritt, in dem sich auch der rundbogige Hauseingang befindet. Die Hauseingangstür ist schlicht gestaltet und stammt vom Anfang des 19. Jahrhunderts. Oberhalb des Eingangs ist ein Balkon angeordnet. Bekrönt wird der Risalit von einem zweiachsigen Zwerchhaus. Bedeckt wird das Haus von einem Krüppelwalmdach.
Im örtlichen Denkmalverzeichnis ist das Wohnhaus unter der Erfassungsnummer 094 76037 als Baudenkmal verzeichnet.